# Raymond Allen Jackson
Raymond Allen Jackson alias JAK (* 11. März 1927 in London; † 27. Juli 1997 ebenda) war ein britischer Karikaturist. Nach eigener Aussage war er der Erste, der die Queen karikiert hatte.

## Leben und Werk
Jackson, Sohn eines Schneiders, musste aufgrund seiner Kurzsichtigkeit von frühester Kindheit an eine Brille tragen. Er studierte von 1941 bis 1943 an einer Kunstschule und diente ab 1945 drei Jahre lang als Zeichenlehrer im Royal Army Educational Corps. Von 1948 bis 1950 absolvierte Jackson ein Designstudium, um zunächst für einen Zeitschriftenverlag und anschließend für eine Werbeagentur zu arbeiten. Im Jahr 1952 wechselte er zur Werbeabteilung des Evening Standard, wo er innerhalb kurzer Zeit die Kunstseite und die Illustration der Sportseite übertragen bekam. Nach einem Auslandsaufenthalt und dem Freitod von Victor Weisz wurde er dessen Nachfolger als politischer Karikaturist des Evening Standard. Jackson, der mit JAK signierte, zeichnete auch für Mail on Sunday, Daily Express und Sunday Express. Er starb in seinem Haus in Wimbledon im Juli 1997. Es sind mehrere Bücher mit seinen Karikaturen veröffentlicht worden.